# Œuvres de Mitacq
Cet article présente la liste des œuvres de Michel Tacq alias Mitak, M.Tacq ou Mitacq.

## Albums

### Collection originale
| Série                           | Titre                            | Dessinateur         | Scénariste                  | Date de parution | Maison d'édition |
| ------------------------------- | -------------------------------- | ------------------- | --------------------------- | ---------------- | ---------------- |
| Jacques Le Gall no 1            | L'œil de Kali                    | Mitacq              | Jean-Michel Charlier        | 1980             | Dupuis           |
| Jacques Le Gall no 2            | La déesse noire                  | Mitacq              | Jean-Michel Charlier        | 1981             | Dupuis           |
| Jacques Le Gall no 3            | Les naufrageurs                  | Mitacq              | Jean-Michel Charlier        | 1985             | Dupuis           |
| Jacques Le Gall no H.S.         | Premières aventures              | Mitacq              | Jean-Michel Charlier        | 1984             | Dupuis           |
| La Patrouille des Castors no 1  | Le Mystère de Grosbois           | Mitacq              | Jean-Michel Charlier        | 1957             | Dupuis           |
| La Patrouille des Castors no 2  | Le Disparu de Ker-Aven           | Mitacq              | Jean-Michel Charlier        | 1957             | Dupuis           |
| La Patrouille des Castors no 3  | L'Inconnu de la Villa Mystère    | Mitacq              | Jean-Michel Charlier        | 1958             | Dupuis           |
| La Patrouille des Castors no 4  | Sur la piste de Mowgli           | Mitacq              | Jean-Michel Charlier        | 1959             | Dupuis           |
| La Patrouille des Castors no 5  | La Bouteille à la mer            | Mitacq              | Jean-Michel Charlier        | 1959             | Dupuis           |
| La Patrouille des Castors no 6  | Le Trophée de Rochecombe         | Mitacq              | Jean-Michel Charlier        | 1960             | Dupuis           |
| La Patrouille des Castors no 7  | Le Secret des Monts Tabou        | Mitacq              | Jean-Michel Charlier        | 1961             | Dupuis           |
| La Patrouille des Castors no 8  | Le Hameau englouti               | Mitacq              | Jean-Michel Charlier        | 1961             | Dupuis           |
| La Patrouille des Castors no 9  | Le Traître sans visage           | Mitacq              | Jean-Michel Charlier        | 1962             | Dupuis           |
| La Patrouille des Castors no 10 | Le Signe indien                  | Mitacq              | Jean-Michel Charlier        | 1963             | Dupuis           |
| La Patrouille des Castors no 11 | Les Loups écarlates              | Mitacq              | Jean-Michel Charlier        | 1964             | Dupuis           |
| La Patrouille des Castors no 12 | Menace en Camargue               | Mitacq Adolphe Tacq | Jean-Michel Charlier        | 1965             | Dupuis           |
| La Patrouille des Castors no 13 | La Couronne cachée               | Mitacq Adolphe Tacq | Jean-Michel Charlier        | 1965             | Dupuis           |
| La Patrouille des Castors no 14 | Le Chaudron du Diable            | Mitacq              | Jean-Michel Charlier        | 1966             | Dupuis           |
| La Patrouille des Castors no 15 | L'Autobus hanté                  | Mitacq              | Jean-Michel Charlier        | 1967             | Dupuis           |
| La Patrouille des Castors no 16 | Le Fantôme                       | Mitacq              | Jean-Michel Charlier        | 1969             | Dupuis           |
| La Patrouille des Castors no 17 | Le Pays de la mort               | Mitacq              | Jean-Michel Charlier        | 1972             | Dupuis           |
| La Patrouille des Castors no 18 | Les Démons de la nuit            | Mitacq              | Jean-Michel Charlier        | 1973             | Dupuis           |
| La Patrouille des Castors no 19 | Vingt milliards sous la terre    | Mitacq              | Jean-Michel Charlier        | 1973             | Dupuis           |
| La Patrouille des Castors no 20 | El Demonio                       | Mitacq              | Jean-Michel Charlier        | 1977             | Dupuis           |
| La Patrouille des Castors no 21 | Passeport pour le néant          | Mitacq              | Jean-Michel Charlier        | 1979             | Dupuis           |
| La Patrouille des Castors no 22 | Prisonniers du large             | Mitacq              | Jean-Michel Charlier        | 1980             | Dupuis           |
| La Patrouille des Castors no 23 | L'Envers du décor                | Mitacq              | Mitacq                      | 1983             | Dupuis           |
| La Patrouille des Castors no 24 | Souvenirs d'Elcasino             | Mitacq              | Mitacq                      | 1984             | Dupuis           |
| La Patrouille des Castors no 25 | L'Empreinte + 6 autres aventures | Mitacq              | Jean-Michel Charlier Mitacq | 1984             | Dupuis           |
| La Patrouille des Castors no 26 | L'Île du crabe                   | Mitacq              | Mitacq                      | 1986             | Dupuis           |
| La Patrouille des Castors no 27 | Blocus                           | Mitacq              | Mitacq                      | 1987             | Dupuis           |
| La Patrouille des Castors no 28 | Le Calvaire du mort pendu        | Mitacq              | Marc Wasterlain             | 1989             | Dupuis           |
| La Patrouille des Castors no 29 | Torrents sur Mesin               | Mitacq              | Marc Wasterlain             | 1990             | Dupuis           |
| La Patrouille des Castors no 30 | La Pierre de foudre              | Mitacq              | Mitacq                      | 1993             | Dupuis           |
| Stany Derval no 1               | Les galops de l'enfer            | Mitacq              | Jacques Stoquart            | 1981             | Magic Strip      |
| Stany Derval no 2               | Les deux trésors de montorgueil  | Mitacq              | Mitacq                      | 1981             | Magic Strip      |
| Les voyages de Tam Tam no 1     | Les voyages de Tam Tam           | Mitacq              | Mitacq                      | 1944             | José Henin       |

Intégrales
| Série                     | Titre                     | Dessinateur | Scénariste           | Date de parution | Maison d'édition |
| ------------------------- | ------------------------- | ----------- | -------------------- | ---------------- | ---------------- |
| Stany Derval INT          | Aventures à la une        | Mitacq      | Jacques Stoquart     | 1987             | Dupuis           |
| La Patrouille des Castors | L'intégrale 1 : 1954-1957 | Mitacq      | Jean-Michel Charlier | 2011             | Dupuis           |
| La Patrouille des Castors | L'intégrale 2 : 1957-1960 | Mitacq      | Jean-Michel Charlier | 2011             | Dupuis           |
| La Patrouille des Castors | L'intégrale 3 : 1960-1963 | Mitacq      | Jean-Michel Charlier | 2012             | Dupuis           |
| La Patrouille des Castors | L'intégrale 4 : 1964-1967 | Mitacq      | Jean-Michel Charlier | 2013             | Dupuis           |
| La Patrouille des Castors | L'intégrale 5 : 1968-1975 | Mitacq      | Jean-Michel Charlier | 2014             | Dupuis           |

### Tout MiTacq
| Série                           | Titre                                        | Dessinateur | Scénariste                         | Date de parution | Maison d'édition |
| ------------------------------- | -------------------------------------------- | ----------- | ---------------------------------- | ---------------- | ---------------- |
| La Patrouille des Castors no 1  | Les Castors - Face aux ombres mystérieuses   | Mitacq      | Jean-Michel Charlier               | 1989             | Dupuis           |
| La Patrouille des Castors no 2  | Les Castors - Sur des pistes incertaines     | Mitacq      | Jean-Michel Charlier               | 1990             | Dupuis           |
| La Patrouille des Castors no 3  | Les Castors - Par monts et par vaux          | Mitacq      | Jean-Michel Charlier               | 1991             | Dupuis           |
| La Patrouille des Castors no 4  | Les Castors - Du mas au palais               | Mitacq      | Jean-Michel Charlier               | 1991             | Dupuis           |
| La Patrouille des Castors no 5  | Les Castors - Les signaux invisibles         | Mitacq      | Jean-Michel Charlier               | 1992             | Dupuis           |
| La Patrouille des Castors no 6  | Les Castors - Dans la gueule du loup         | Mitacq      | Jean-Michel Charlier               | 1992             | Dupuis           |
| La Patrouille des Castors no 7  | Les castors - Explorateurs des ténèbres      | Mitacq      | Jean-Michel Charlier               | 1993             | Dupuis           |
| La Patrouille des Castors no 8  | Les Castors - Sauvés des eaux                | Mitacq      | Jean-Michel Charlier               | 1994             | Dupuis           |
| Stany Derval no 9               | Stany Derval à la recherche de l'insolite    | Mitacq      | André Beckers Jacques Stoquart     | 1994             | Dupuis           |
| La Patrouille des Castors no 10 | Les Castors - Les pierres qui racontent      | Mitacq      | Jean-Michel Charlier               | 1995             | Dupuis           |
| Stany Derval no 11              | Stany Derval à l'aventure autour du monde    | Mitacq      | André Beckers André-Paul Duchâteau | 1995             | Dupuis           |
| La Patrouille des Castors no 12 | Les Castors sur l'île du crabe               | Mitacq      | Mitacq                             | 1996             | Dupuis           |
| Jacques Le Gall no 13           | Jacques Le Gall, le randonneur de l'aventure | Mitacq      | Jean-Michel Charlier               | 1996             | Dupuis           |
| Jacques Le Gall no 14           | Jacques Le Gall, les trésors cachés          | Mitacq      | Jean-Michel Charlier               | 1997             | Dupuis           |

## Périodiques

### Spirou

#### Sous le nom: Mitak
| Série | Titre                | Coauteur | Longueur | Numéros de publication |
| ----- | -------------------- | -------- | -------- | ---------------------- |
|       | Les trois chances    |          | Nouvelle | no 549 (21/10/1948)    |
|       | Au creux des houles  | Myrtal   | Nouvelle | no 550 (28/10/1948)    |
|       | Le scorpion de verre | Mad      | Nouvelle | no 551 (04/11/1948)    |
|       | Tsicky, l’écureuil   | Mardonel | Nouvelle | no 555 (02/12/1948)    |

#### Sous le nom: Mitacq
| Série                                | Titre                                                        | Coauteur                   | Longueur        | Numéros de publication                      |
| ------------------------------------ | ------------------------------------------------------------ | -------------------------- | --------------- | ------------------------------------------- |
|                                      | Fou–Tchéou                                                   | Myrtal                     | Nouvelle        | no 572 (31/03/1949)                         |
|                                      | Le petit Jacques et la pièce de monnaie                      | Darmont                    | Conte           | no 577 (05/05/1949)                         |
| Les Belles Histoires de l'oncle Paul | Panique à Paris                                              | Octave Joly                | Quatre planches | no 708 (08/11/1951)                         |
| Les Belles Histoires de l'oncle Paul | Saïd, ami fidèle                                             | Octave Joly                | Quatre planches | no 711 (29/11/1951)                         |
| Les Belles Histoires de l'oncle Paul | Alcazar                                                      | Octave Joly                | Quatre planches | no 713 (13/12/1951)                         |
| Les Belles Histoires de l'oncle Paul | Madame Mère                                                  | Jean-Michel Charlier       | Quatre planches | no 719 (24/01/1952)                         |
| Les Belles Histoires de l'oncle Paul | Saint François                                               | Octave Joly                | Quatre planches | no 721 (07/02/1952)                         |
| Les Belles Histoires de l'oncle Paul | Le chien de montargis                                        | Octave Joly                | Quatre planches | no 725 (06/03/1952)                         |
| Les Belles Histoires de l'oncle Paul | Robert le diable                                             | Octave Joly                | Quatre planches | no 734 (08/05/1952)                         |
| Les Belles Histoires de l'oncle Paul | Tigres                                                       | Octave Joly                | Quatre planches | no 749 (21/08/1952)                         |
| Les Belles Histoires de l'oncle Paul | Les iroquois                                                 | Octave Joly                | Quatre planches | no 755 (02/10/1952)                         |
| Les Belles Histoires de l'oncle Paul | Kon–Tiki                                                     | Octave Joly                | Quatre planches | no 764 (04/12/1952)                         |
| Les Belles Histoires de l'oncle Paul | Monsieur Vincent                                             | Dino Attanasio             | Quatre planches | no 771 (22/01/1953)                         |
| Les Belles Histoires de l'oncle Paul | Drame dans un phare                                          | Octave Joly                | Quatre planches | no 776 (26/02/1953)                         |
| Les Belles Histoires de l'oncle Paul | Fulton                                                       | Octave Joly                | Quatre planches | no 779 (19/03/1953)                         |
| Les Belles Histoires de l'oncle Paul | La naissance du bateau à vapeur                              | Octave Joly                | Quatre planches | no 780 (26/03/1953)                         |
| Coin des petits curieux              | Le renne                                                     |                            | Rédactionnel    | no 800 (13/08/1953)                         |
| Coin des petits curieux              | Maître Renard                                                |                            | Rédactionnel    | no 801 (20/08/1953)                         |
| Coin des petits curieux              | Le hérisson                                                  |                            | Rédactionnel    | no 802 (27/08/1953)                         |
| Les Belles Histoires de l'oncle Paul | Instinct de mère                                             | Octave Joly                | Quatre planches | no 803 (03/09/1953)                         |
| Coin des petits curieux              | Les maoris                                                   |                            | Rédactionnel    | no 804 (10/09/1953)                         |
| Coin des petits curieux              | Le mouton                                                    |                            | Rédactionnel    | no 805 (17/09/1953)                         |
| Coin des petits curieux              | Le poisson–croco                                             |                            | Rédactionnel    | no 806 (24/09/1953)                         |
| Coin des petits curieux              | Un dandy : le cygne                                          |                            | Educatif        | no 807 (01/10/1953)                         |
| Coin des petits curieux              | La girafe                                                    |                            | Educatif        | no 808 (08/10/1953)                         |
| Coin des petits curieux              | L’original kangourou                                         |                            | Educatif        | no 809 (15/10/1953)                         |
| Coin des petits curieux              | La baleine                                                   |                            | Educatif        | no 810 (22/10/1953)                         |
| Coin des petits curieux              | Voyages dans la lune                                         |                            | Educatif        | no 811 (29/10/1953)                         |
| Coin des petits curieux              | Une fileuse imbattable : l’araignée                          |                            | Educatif        | no 812 (05/11/1953)                         |
| Coin des petits curieux              | Le flamant                                                   |                            | Educatif        | no 813 (12/11/1953)                         |
| Les Belles Histoires de l'oncle Paul | Geneviève de Brabant                                         | Octave Joly                | Quatre planches | no 813 (12/11/1953)                         |
| Coin des petits curieux              | Le lama                                                      |                            | Educatif        | no 814 (19/11/1953)                         |
| Les Belles Histoires de l'oncle Paul | Echec à l’Islam                                              | Octave Joly                | Quatre planches | no 814 (19/11/1953)                         |
|                                      | Noël dans le monde                                           |                            | Deux planches   | no 816 (03/12/1953)                         |
| Coin des petits curieux              | Un bon vivant : l’hippopotame                                |                            | Éducatif        | no 817 (10/12/1953)                         |
| Coin des petits curieux              | La redoutable guêpe                                          |                            | Éducatif        | no 818 (17/12/1953)                         |
| Coin des petits curieux              | Le plus grand des singes : le gorille                        |                            | Éducatif        | no 819 (24/12/1953)                         |
| Coin des petits curieux              | Les obélisques                                               |                            | Éducatif        | no 820 (31/12/1953)                         |
| Coin des petits curieux              | Les obélisques                                               |                            | Éducatif        | no 821 (07/01/1954)                         |
| Coin des petits curieux              | Une armée il y a 5000 ans                                    | Octave Joly                | Éducatif        | no 822 (14/01/1954)                         |
| Coin des petits curieux              | La guerre chez les Égyptiens                                 | Octave Joly                | Éducatif        | no 823 (21/01/1954)                         |
| Coin des petits curieux              | Le père de l’épouvante                                       |                            | Éducatif        | no 824 (28/01/1954)                         |
| Coin des petits curieux              | Un oiseau royal : l’aigle                                    |                            | Éducatif        | no 825 (04/02/1954)                         |
| Les Belles Histoires de l'oncle Paul | Bir–Hakeim                                                   | Octave Joly                | Quatre planches | no 826 (11/02/1954)                         |
| Coin des petits curieux              | Ce pays où il ne pleut pas est inondé chaque année           |                            | Éducatif        | no 826 (11/02/1954)                         |
| Coin des petits curieux              | Un poisson qui rapporte : le thon                            | Barège                     | Éducatif        | no 827 (18/02/1954)                         |
| Coin des petits curieux              | On la craint on la mange la sauterelle                       |                            | Éducatif        | no 828 (25/02/1954)                         |
| Coin des petits curieux              | Le yack                                                      |                            | Éducatif        | no 829 (04/03/1954)                         |
| Coin des petits curieux              | Le chat                                                      | Barège                     | Educatif        | no 830 (11/03/1954)                         |
| Coin des petits curieux              | Les frères de Spip                                           | Barège                     | Éducatif        | no 831 (18/03/1954)                         |
| Coin des petits curieux              | Big Ben                                                      |                            | Éducatif        | no 832 (25/03/1954)                         |
| Coin des petits curieux              | L'homme, cet inconnu                                         |                            | Éducatif        | no 833 (01/04/1954)                         |
| Coin des petits curieux              | Les huns                                                     | Jean-Michel Charlier       | Rédactionnel    | no 834 (08/04/1954)                         |
| Coin des petits curieux              | Un milliard                                                  | Jean-Michel Charlier       | Rédactionnel    | no 835 (15/04/1954)                         |
| Coin des petits curieux              | Le dieu Nil                                                  |                            | Rédactionnel    | no 836 (22/04/1954)                         |
| Coin des petits curieux              | La machine ronde                                             |                            | Rédactionnel    | no 837 (29/04/1954)                         |
| Coin des petits curieux              | L'air que nous respirons                                     |                            | Rédactionnel    | no 838 (06/05/1954)                         |
| Coin des petits curieux              | La vipère                                                    |                            | Rédactionnel    | no 839 (13/05/1954)                         |
| Coin des petits curieux              | Plus faible ou plus fort ?                                   |                            | Rédactionnel    | no 840 (20/05/1954)                         |
| Coin des petits curieux              | La tour Eiffel                                               |                            | Rédactionnel    | no 841 (27/05/1954)                         |
| Coin des petits curieux              | Le faisan                                                    | Barège                     | Rédactionnel    | no 845 (24/06/1954)                         |
| Les Belles Histoires de l'oncle Paul | Révolte en Flandre (B)                                       | Octave Joly                | Quatre planches | no 846 (01/07/1954)                         |
| Coin des petits curieux              | Le requin                                                    |                            | Rédactionnel    | no 846 (01/07/1954)                         |
| Les Belles Histoires de l'oncle Paul | La bataille des éperons d’or                                 | Octave Joly                | Quatre planches | no 847 (08/07/1954)                         |
| Les Belles Histoires de l'oncle Paul | La bataille des éperons d’or (B)                             | Octave Joly                | Quatre planches | no 847 (08/07/1954)                         |
| Coin des petits curieux              | Maître Corbeau                                               | Barège                     | Rédactionnel    | no 849 (22/07/1954)                         |
| Coin des petits curieux              | En chasse avec les pygmées                                   |                            | Rédactionnel    | no 855 (02/09/1954)                         |
| La Patrouille des Castors            | Le Mystère de Grosbois                                       | Jean-Michel Charlier       |                 | no 867 (25/11/1954) à no 885 (31/03/1955)   |
| La Patrouille des Castors            | Le Disparu de Ker-Aven                                       | Jean-Michel Charlier       |                 | no 902 (28/07/1955) à no 925 (05/01/1956)   |
|                                      | MiTacq tel qu'il est et tel qu'il se voit                    |                            | Rédactionnel    | no 923 (22/12/1955)                         |
|                                      | Patrick et sa crèche                                         |                            | Conte           | no 923 (22/12/1955)                         |
| Fureteur vous dira                   |                                                              | Jean Doisy                 | Rédactionnel    | no 931 (16/02/1956)                         |
| La Patrouille des Castors            | L'Inconnu de la Villa Mystère                                | Jean-Michel Charlier       |                 | no 934 (08/03/1956) à no 961 (13/09/1956)   |
| Coin des petits curieux              | Conducteurs des temps héroïques                              |                            | Rédactionnel    | no 944 (17/05/1956)                         |
| La Patrouille des Castors            | Sur la piste de Mowgli                                       | Jean-Michel Charlier       |                 | no 970 (15/11/1956) à no 992 (18/04/1957)   |
| Coin des petits curieux              | Animaux champions                                            |                            | Éducatif        | no 981 (31/01/1957)                         |
| Coin des petits curieux              | Performancesanimales                                         |                            | Éducatif        | no 983 (14/02/1957)                         |
| La Patrouille des Castors            | La Bouteille à la mer                                        | Jean-Michel Charlier       |                 | no 999 (06/06/1957) à no 1025 (05/12/1957)  |
|                                      | Dessinez Tapir                                               |                            | Rédactionnel    | no 1000 (13/06/1957)                        |
|                                      | Les Castors vous disent... Campez bien... ou ne campez pas ! |                            | Rédactionnel    | no 1004 (11/07/1957)                        |
|                                      | La plus grande réunion de jeunes au monde                    |                            | Rédactionnel    | no 1014 (19/09/1957)                        |
| La Patrouille des Castors            | Le Trophée de Rochecombe                                     | Jean-Michel Charlier       |                 | no 1036 (20/02/1958) à no 1077 (04/12/1958) |
|                                      |                                                              |                            | Couverture      | no 1062 (21/08/1958)                        |
|                                      |                                                              |                            | Couverture      | no 1082 (21/08/1958)                        |
| La Patrouille des Castors            | Le Secret des Monts Tabou                                    | Jean-Michel Charlier       |                 | no 1082 (08/01/1959) à no 1116 (03/09/1959) |
| Les Belles Histoires de l'oncle Paul | Le premier homme au Pôle                                     | Octave Joly                | Quatre planches | no 1096 (16/04/1959)                        |
|                                      |                                                              |                            | Couverture      | no 1098 (30/04/1959)                        |
| La Patrouille des Castors            | Le Hameau englouti                                           | Jean-Michel Charlier       |                 | no 1117 (10/09/1959) à no 1144 (18/02/1960) |
| Patrouille des Zom                   | HS : La patrouille des Zom                                   |                            | Mini-récit      | no 1134 (07/01/1960)                        |
| La Patrouille des Castors            | Le Traître sans visage                                       | Jean-Michel Charlier       |                 | no 1161 (14/07/1960) à no 1182 (08/12/1960) |
|                                      | Devenez scénariste                                           |                            | Concours        | no 1196 (16/03/1961)                        |
| La Patrouille des Castors            | Le Signe indien                                              | Jean-Michel Charlier       |                 | no 1205 (18/05/1961) à no 1248 (15/03/1962) |
| Concours de scénario                 | Freddy dans les mines de gruyère                             |                            | Quatre planches | no 1233 (30/11/1961)                        |
| La Patrouille des Castors            | Les Loups écarlates                                          | Jean-Michel Charlier       |                 | no 1276 (27/09/1962) à no 1297 (21/02/1963) |
| La Patrouille des Castors            | Menace en Camargue                                           |                            | Annonce         | no 1297 (21/02/1963)                        |
| La Patrouille des Castors            | Mystère en Camargue                                          | Jean-Michel Charlier       |                 | no 1300 (14/03/1963) à no 1321 (08/08/1963) |
| La Patrouille des Castors            | La Couronne cachée                                           | Jean-Michel Charlier Atacq |                 | no 1343 (09/01/1964) à no 1364 (04/06/1964) |
| Chaminou                             |                                                              |                            | Annonce         | no 1352 (12/03/1964)                        |
| La Patrouille des Castors            | Le Chaudron du Diable                                        | Jean-Michel Charlier       |                 | no 1378 (10/09/1964) à no 1399 (04/02/1965) |
|                                      | Esperanza                                                    |                            | Conte           | no 1408 (08/04/1965)                        |
| La Patrouille des Castors            | Le mystère de l'autobus hanté                                | Jean-Michel Charlier       |                 | no 1415 (27/05/1965) à no 1436 (21/10/1965) |
|                                      | Le paradis des bonshommes de neige                           | Iague                      | Conte           | no 1444 (16/12/1965)                        |
|                                      | Le pont le plus long                                         | Polder Selleslags          | Rédactionnel    | no 1444 (16/12/1965)                        |
| Patrouille des Zom                   | La patrouille des Zom                                        | Jacques Devos              | Quatre planches | no 1459 (31/03/1966)                        |
| La Patrouille des Castors            | Le Fantôme                                                   | Jean-Michel Charlier       |                 | no 1459 (31/03/1966) à no 1501 (19/01/1967) |
|                                      | Les origines de la sécurité sociale des étudiants            |                            | Rédactionnel    | no 1482 bis (08/09/1966)                    |
|                                      | Le secret de Rochemystère                                    |                            | Concours        | no 1496 (15/12/1966)                        |
|                                      | Le poil de la bête                                           |                            | Six planches    | no 1511 (30/03/1967)                        |
|                                      | Complexus                                                    |                            | Cinq planches   | no 1524 (29/06/1967)                        |
|                                      | On a volé l'enfant Jésus !                                   |                            | Conte           | no 1548 (14/12/1967)                        |
| Stany Derval                         |                                                              |                            | Couverture      | no 1561 (14/03/1968)                        |
| Stany Derval                         | Stany Derval                                                 |                            |                 | no 1561 (14/03/1968) à no 1582 (08/08/1968) |
|                                      | Nic et Nath et le lutin Riki                                 |                            | Trois planches  | no 1565 (11/04/1968)                        |
|                                      | Castor et Pollux                                             |                            | Six planches    | no 1576 (B) (27/06/1968)                    |

## Illustrations
Bernard aux Champs de G. Delahaye et M. Tacq, Collection Farandole, Ed. Casterman, 1964